# Ніколай Тодоров
Нікола́й То́доров То́доров (болг. Николай Тодоров Тодоров; 6 червня 1921, Варна — 27 серпня 2003, Софія) — болгарський державний діяч, президент Болгарії (1990), історик грецького походження.

## Життєпис
Ніколай Тодоров Тодоров народився 6 червня 1921 року у Варні та, як він сам зазначав, він був грецького походження. Тодоров надихнувся піти в політику після судового процесу над Трайчо Костовим, з яким він ділив тюремну камеру під час Другої світової війни. Після видатної академічної кар'єри, яка включала посаду в Афінському національному університеті імені Каподістрії, він приєднався до Міністерства закордонних справ Болгарії. Пізніше він був представником Болгарії в ЮНЕСКО та послом Болгарії в Греції (1978—1983). Після відходу Болгарії від комуністичного режиму Тодоров став спікером Народних зборів Болгарії, що дозволило йому виконувати обов'язки президента.

## Особисте життя
Тодоров був одружений, мав трьох дітей. Він батько Марії Тодорової.